# AxeWound

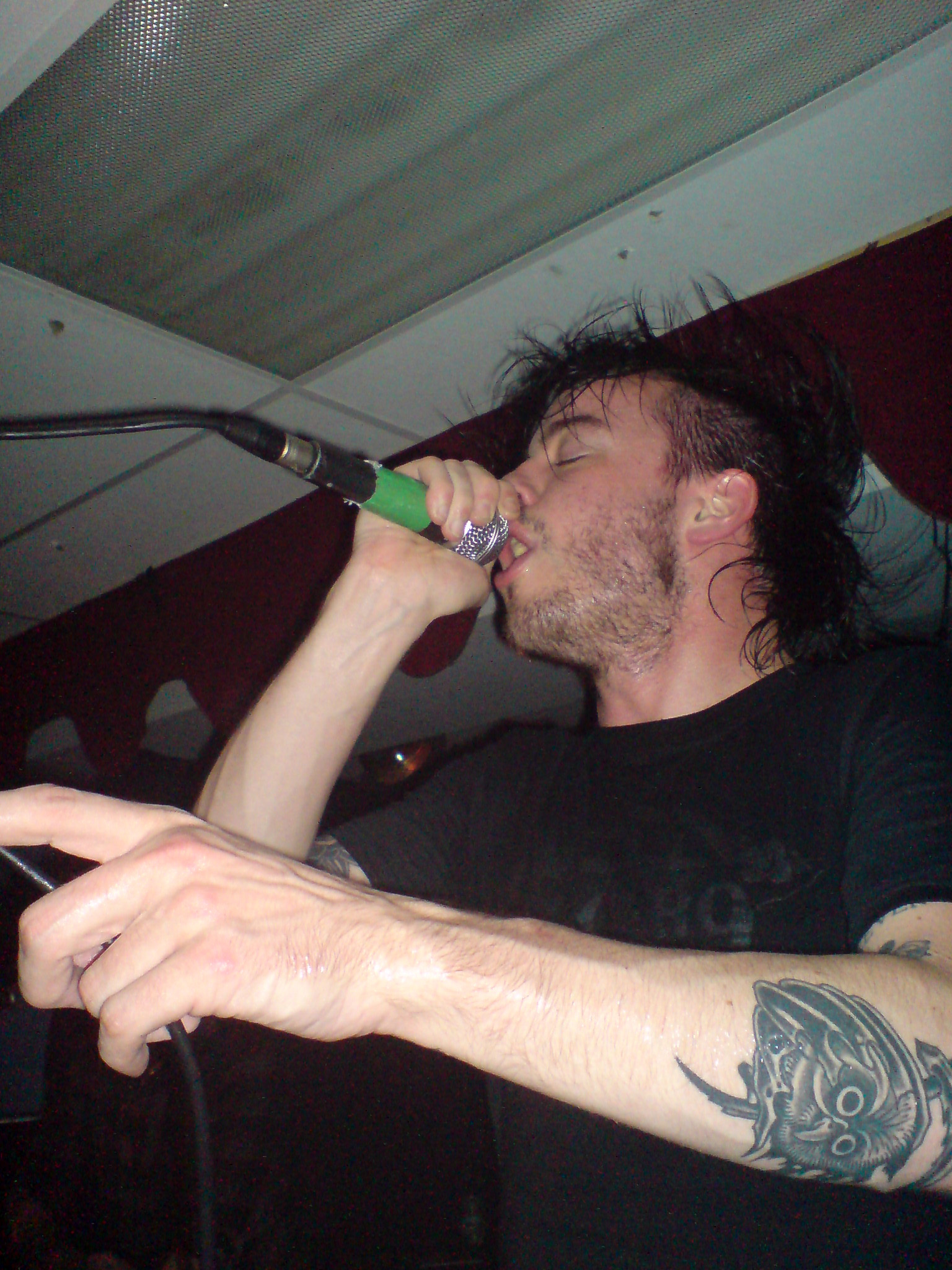
Лаям Корміер, Cancer Bats show, Барселона, 22 червня, 2008

«AxeWound» — британсько-канадський супергурт, сформований 2012 року лідером гурту «Bullet for My Valentine» Метью Таком.

## Склад гурту
- Лаям Корміер — вокал
- Метью Так — гітара, вокал
- Майк Кінгзвуд — гітара
- Джо Копкатт — бас-гітара
- Джейсон Боулд — ударні, перкусійні

## Дискографія
- «Vultures» (2012)